# PGC 13979
LEDA/PGC 13979 ist eine Irreguläre Galaxie vom Hubble-Typ Im im Sternbild Horologium am Südsternhimmel. Sie ist schätzungsweise 39 Millionen Lichtjahre von der Milchstraße entfernt. Gemeinsam mit NGC 1483, NGC 1493, NGC 1494, IC 2000 und PGC 14125 bildet sie die NGC 1493-Gruppe (LGG 106).